# Šípkové
Šípkové é um município da Eslováquia, situado no distrito de Piešťany, na região de Trnava. Tem 8,3 km² de área e sua população em 2018 foi estimada em 301 habitantes.

## Demografia
| Ano:        | 1994 | 2004    | 2014   | 2024   |
| ----------- | ---- | ------- | ------ | ------ |
| Broj ljudi: | 416  | 337     | 316    | 303    |
| Razlika:    |      | -18,99% | -6,23% | -4,11% |

| Ano:               | 2023 | 2024 |
| ------------------ | ---- | ---- |
| Número de pessoas: | 300  | 303  |
| Diferença:         |      | +1%  |